# Дискография Майли Сайрус
Американская певица Майли Сайрус выпустила восемь студийных альбомов, три концертный альбом, два мини-альбом, двадцать пять синглов и десять промосинглов. Сайрус более известна благодаря главной роли в телевизионном проекте «Ханна Монтана». В июне 2007 года был выпущен саундтрек ко второму сезону сериала вместе с дебютным сольным альбомом Майли, и был назван Hannah Montana 2: Meet Miley Cyrus. Пластинка заняла первое место чарта Billboard 200 в США. Был выпущен сингл «See You Again», который стал первым в карьере Сайрус, занявший место в первой десятке Billboard Hot 100. На своём дебютном концертном альбоме Майли исполняет семь композиции сольно, а также семь песен в образе Ханны Монтаны.
Второй студийный альбом Майли – Breakout – был выпущен в июле 2008 года. Лид-сингл «7 things» занял девятое место в Hot 100, в то время как «Fly on the Wall» лишь 84 позицию. Она записала два сольных саундтрека для кинофильма «Ханна Монтана: Кино», который вышел в марте 2009 года. Песня «The Climb» дебютировала под четвёртым номером в Соединённых Штатах. В августе 2009 выходит первый мини-альбом Сайрус – The Time of Our Lives. Было выпущено два сингла в его поддержку – «Party in the U.S.A» и «When I Look at You». Третий альбом Майли – Can’t Be Tamed – был выпущен в июне 2010 года. Он стал первым в карьере Сайрус, который не получил платинового статуса в США, и стал самым низко продаваемым альбомом на тот момент. Одноимённый трек в поддержку пластинки достиг восьмого места в США.
В октябре 2013 года выходит четвёртая пластинка Майли – Bangerz. В его поддержку было выпущено три сингла: «We Can’t Stop», «Wrecking Ball» и «Adore You». «Wrecking Ball» стал первым синглом Майли, достигшим первого места в чарте Billboard Hot 100 за всю её карьеру. Также Сайрус заявила о выпуске акустического альбома осенью 2014 года. Майли продала более 86 миллионов копий своих альбомов по всему миру.

## Альбомы

### Студийные альбомы
| Название                                                                          | Год  | Информация об альбоме                                                                                      | Позиции в чартах | Позиции в чартах | Позиции в чартах | Позиции в чартах | Позиции в чартах | Позиции в чартах | Позиции в чартах | Позиции в чартах | Позиции в чартах | Позиции в чартах | Сертификация                                                                      |
| Название                                                                          | Год  | Информация об альбоме                                                                                      | USA              | AUS              | AUT              | BEL              | CAN              | GER              | IRL              | NOR              | NZ               | UK               | Сертификация                                                                      |
| --------------------------------------------------------------------------------- | ---- | --- | ---------------- | ---------------- | ---------------- | ---------------- | ---------------- | ---------------- | ---------------- | ---------------- | ---------------- | ---------------- | --------------------------------------------------------------------------------- |
| Meet Miley Cyrus                                                                  | 2007 | - Выпущен: 26 июня 2007 - Лейбл: Walt Disney Records, Hollywood Records - Формат: CD, Цифровая дистрибуция | 1                | 20               | 13               | —                | 3                | —                | —                | 8                | 6                | 8                | - : 4×Платина - : Платина - : 2×Платина - : Золото - : Золото                     |
| Breakout                                                                          | 2008 | - Выпущен: 22 июля 2008 - Лейбл: Hollywood Records - Формат: CD, Цифровая дистрибуция                      | 1                | 1                | 12               | 38               | 1                | 24               | 11               | 15               | 2                | 10               | - : Платина - : Платина - : Золото - : Золото - : Платина - : Платина - : Платина |
| Can’t Be Tamed                                                                    | 2010 | - Выпущен: 19 июня 2010 - Лейбл: Hollywood Records - Формат: CD, Цифровая дистрибуция                      | 3                | 4                | 2                | 8                | 2                | 4                | 5                | 8                | 2                | 8                | - : Золото - : Серебро                                                            |
| Bangerz                                                                           | 2013 | - Выпущен: 8 октября 2013 - Лейбл: RCA Records - Формат: CD, Цифровая дистрибуция, Винил                   | 1                | 1                | 4                | 5                | 1                | 9                | 1                | 1                | 2                | 1                | - : Платина - : Золото - : Платина - : Золото - : Серебро                         |
| Miley Cyrus & Her Dead Petz                                                       | 2015 | - Выпущен: 30 августа 2015 - Лейбл: RCA Records - Формат: Цифровая дистрибуция                             | —                | —                | —                | —                | —                | —                | —                | —                | —                | —                | Не был выпущен для продажи                                                        |
| Younger Now                                                                       | 2017 | - Выпущен: 29 сентября 2017 - Лейбл: RCA Records - Формат: CD, Цифровая дистрибуция, Винил                 | 5                | 2                | 8                | —                | 3                | 16               | 5                | 9                | 4                | 8                | - : Золото                                                                        |
| Plastic Hearts                                                                    | 2020 | - Выпущен: 27 ноября 2020 - Лейбл: RCA Records - Формат: CD, Цифровая дистрибуция, Винил                   | 2                | 3                | 8                | —                | 1                | 15               | 3                | 6                | 2                | 4                | - : Золото - : Золото - : Золото                                                  |
| Endless Summer Vacation                                                           | 2023 | - Выпущен: 10 марта 2023 - Лейбл: Columbia Records - Формат: CD, Цифровая дистрибуция, Винил               | 3                | 1                | 1                | —                | 2                | 2                | 1                | 1                | 1                | 1                |                                                                                   |
| Something Beautiful                                                               | 2025 | - Ожидается: 30 мая 2025 - Лейбл: Columbia Records - Формат: CD, Цифровая дистрибуция, Винил               | TBA              | TBA              | TBA              | TBA              | TBA              | TBA              | TBA              | TBA              | TBA              | TBA              | TBA                                                                               |
| Знак «—» обозначает, что альбом не вошёл в чарт или не был издан в данной стране. |      | |                  |                  |                  |                  |                  |                  |                  |                  |                  |                  |                                                                                   |

### Мини-альбомы
| Название              | Информация об альбоме                                                                    | Позиции в чартах | Позиции в чартах | Позиции в чартах | Позиции в чартах | Позиции в чартах | Позиции в чартах | Позиции в чартах | Позиции в чартах | Позиции в чартах | Позиции в чартах | Сертификация                                                                                          |
| Название              | Информация об альбоме                                                                    | USA              | AUS              | AUT              | BEL              | CAN              | GER              | IRL              | NOR              | NZ               | UK               | Сертификация                                                                                          |
| --------------------- | ---------------------------------------------------------------------------------------- | ---------------- | ---------------- | ---------------- | ---------------- | ---------------- | ---------------- | ---------------- | ---------------- | ---------------- | ---------------- | --- |
| The Time of Our Lives | - Выпущен: 28 августа 2009 - Лейбл: Hollywood Records - Формат: CD, Цифровая дистрибуция | 2                | 11               | 5                | 9                | 9                | 6                | 9                | 33               | 9                | 17               | - : Платина - : Золото - : Золото - : Золото - : Золото - : Платина - : Платина - : Золото - : Золото |
| She Is Coming         | - Выпущен: 31 мая 2019 - Лейбл: RCA Records - Формат: Цифровая дистрибуция, Стриминг     | 5                | 10               | 21               | —                | 4                | 74               | 19               | 4                | 14               | 18               | |

### Концертные альбомы
| Название                    | Информация об альбоме                                                                                        | Позиции в чартах | Позиции в чартах | Позиции в чартах | Позиции в чартах | Позиции в чартах | Позиции в чартах | Позиции в чартах | Позиции в чартах | Сертификация |
| Название                    | Информация об альбоме                                                                                        | USA              | AUS              | AUT              | CAN              | GER              | IRL              | NZ               | UK               | Сертификация |
| --------------------------- | --- | ---------------- | ---------------- | ---------------- | ---------------- | ---------------- | ---------------- | ---------------- | ---------------- | ------------ |
| Best Of Both Worlds Concert | - Выпущен: 11 марта 2008 - Лейбл: Walt Disney Records / Hollywood Records - Формат: CD, Цифровая дистрибуция | 3                | 16               | 14               | 3                | 94               | 10               | 27               | 29               | - : Золото   |
| iTunes Live from London     | - Выпущен: 23 апреля 2009 - Лейбл: Hollywood Records - Формат: Цифровая дистрибуция                          | —                | —                | —                | —                | —                | —                | —                | —                |              |
| Attention: Miley Live       | - Выпущен: 1 апреля 2022 - Лейбл: Smiley Miley / Columbia Records - Формат: Цифровая дистрибуция             | —                | —                | —                | —                | —                | —                | —                | —                |              |

## Синглы

### Основной артист
| Название                                                                         | Год  | Позиции в чартах | Позиции в чартах | Позиции в чартах | Позиции в чартах | Позиции в чартах | Позиции в чартах | Позиции в чартах | Позиции в чартах | Позиции в чартах | Позиции в чартах | Сертификация                                                                                       | Альбом                      |
| Название                                                                         | Год  | USA              | AUS              | AUT              | BEL              | CAN              | GER              | IRL              | NOR              | NZ               | UK               | Сертификация                                                                                       | Альбом                      |
| -------------------------------------------------------------------------------- | ---- | ---------------- | ---------------- | ---------------- | ---------------- | ---------------- | ---------------- | ---------------- | ---------------- | ---------------- | ---------------- | -------------------------------------------------------------------------------------------------- | --------------------------- |
| «See You Again»                                                                  | 2007 | 10               | 6                | —                | —                | 4                | —                | —                | —                | 11               | —                | - : Платина - : Золото                                                                             | Meet Miley Cyrus            |
| «Start All Over»                                                                 | 2008 | 68               | 41               | —                | —                | 91               | —                | —                | —                | —                | —                | | Meet Miley Cyrus            |
| «7 Things»                                                                       | 2008 | 9                | 10               | 14               | 22               | 13               | 17               | 26               | 8                | 24               | 25               | - : Золото                                                                                         | Breakout                    |
| «Fly on the Wall»                                                                | 2008 | 84               | 54               | 57               | —                | 73               | 62               | 23               | —                | —                | 16               | | Breakout                    |
| «The Climb»                                                                      | 2009 | 4                | 5                | 30               | 61               | 5                | 41               | 11               | 5                | 12               | 11               | - : 4×Платина - : 2×Платина - : 3×Платина - : Платина - : Серебро                                  | Hannah Montana: The Movie   |
| «Hoedown Throwdown»                                                              | 2009 | 18               | 20               | 41               | —                | 15               | 66               | 10               | 17               | 40               | 18               | - : Золото                                                                                         | Hannah Montana: The Movie   |
| «Party in the U.S.A.»                                                            | 2009 | 2                | 6                | 30               | 39               | 3                | 93               | 5                | 12               | 3                | 11               | - : 7×Платина - : 2×Платина - : 4×Платина - : Платина - : Серебро                                  | The Time of Our Lives       |
| «When I Look at You»                                                             | 2010 | 16               | 19               | 57               | —                | 24               | 85               | 45               | —                | 27               | 79               | | The Time of Our Lives       |
| «Can't Be Tamed»                                                                 | 2010 | 8                | 14               | 21               | 39               | 6                | 29               | 5                | 15               | 5                | 13               | - : Золото                                                                                         | Can’t Be Tamed              |
| «Who Owns My Heart»                                                              | 2010 | —                | —                | 35               | 52               | —                | 24               | —                | —                | —                | —                | | Can’t Be Tamed              |
| «We Can’t Stop»                                                                  | 2013 | 2                | 4                | 15               | 20               | 3                | 16               | 7                | 3                | 1                | 1                | - : 3×Платина - : Золото - : 4×Платина - : Золото - : Платина - : Золото                           | Bangerz                     |
| «Wrecking Ball»                                                                  | 2013 | 1                | 2                | 2                | 4                | 1                | 6                | 2                | 2                | 2                | 1                | - : 4×Платина - : Золото - : Золото - : 3×Платина - : Золото - : 11×Платина - : Платина - : Золото | Bangerz                     |
| «Adore You»                                                                      | 2013 | 21               | 25               | —                | 69               | 37               | —                | —                | —                | 23               | 27               | - : Золото - : Платина                                                                             | Bangerz                     |
| «Dooo It!»                                                                       | 2015 | —                | —                | —                | —                | 60               | —                | —                | —                | —                | —                | | Miley Cyrus & Her Dead Petz |
| «Lighter»                                                                        | 2015 | —                | —                | —                | —                | —                | —                | —                | —                | —                | —                | | Miley Cyrus & Her Dead Petz |
| «BB Talk»                                                                        | 2015 | —                | —                | —                | —                | 86               | —                | —                | —                | —                | —                | | Miley Cyrus & Her Dead Petz |
| «Malibu»                                                                         | 2017 | 10               | 3                | 8                | —                | 4                | 20               | 7                | 4                | 4                | 11               | - : 2×Платина                                                                                      | Younger Now                 |
| «Younger Now»                                                                    | 2017 | 79               | 49               | —                | —                | 48               | —                | 73               | —                | —                | 54               | | Younger Now                 |
| «Mother's Daughter»                                                              | 2019 | 54               | 21               | 49               | —                | 31               | 75               | 22               | —                | 21               | 29               | | She Is Coming               |
| «Slide Away»                                                                     | 2019 | 47               | 15               | 49               | —                | 28               | 67               | 25               | 28               | 12               | 40               | | She Is Coming               |
| «Midnight Sky»                                                                   | 2020 | 14               | 7                | 33               | —                | 8                | 27               | 4                | 25               | 27               | 5                | | Plastic Hearts              |
| «Prisoner» (при участии Дуа Липы)                                                | 2020 | 54               | 13               | 15               | —                | 17               | 20               | 5                | 11               | 24               | 8                | | Plastic Hearts              |
| «Angels Like You»                                                                | 2021 | —                | 92               | —                | —                | 55               | —                | 43               | —                | —                | 66               | | Plastic Hearts              |
| «Flowers»                                                                        | 2023 | 1                | 1                | 1                | 1                | 1                | 1                | 1                | 1                | 1                | 1                | - : Золото - : 2×Платина - : Золото - : Золото - : Платина                                         | Endless Summer Vacation     |
| «River»                                                                          | 2023 | 32               | 22               | 24               | —                | 35               | 13               | —                | 30               | 56               | 16               | | Endless Summer Vacation     |
| «Jaded»                                                                          | 2023 | 56               | 75               | —                | —                | —                | 21               | —                | —                | —                | 27               | | Endless Summer Vacation     |
| «Used to Be Young»                                                               | 2023 | 8                | 13               | 29               | —                | 8                | 53               | 12               | 12               | —                | 12               | | Endless Summer Vacation     |
| «End of the World»                                                               | 2025 | TBA              | TBA              | TBA              | TBA              | TBA              | TBA              | TBA              | TBA              | TBA              | TBA              | TBA                                                                                                | Something Beautiful         |
| Знак «—» обозначает, что сингл не вошёл в чарт или не был издан в данной стране. |      |                  |                  |                  |                  |                  |                  |                  |                  |                  |                  | |                             |

### Как приглашённый артист
| Название                                                                                       | Год  | Позиции в чартах | Позиции в чартах | Позиции в чартах | Позиции в чартах | Позиции в чартах | Позиции в чартах | Позиции в чартах | Позиции в чартах | Позиции в чартах | Позиции в чартах | Сертификация           | Альбом                            |
| Название                                                                                       | Год  | USA              | AUS              | AUT              | BEL              | CAN              | GER              | IRL              | NOR              | NZ               | UK               | Сертификация           | Альбом                            |
| ---------------------------------------------------------------------------------------------- | ---- | ---------------- | ---------------- | ---------------- | ---------------- | ---------------- | ---------------- | ---------------- | ---------------- | ---------------- | ---------------- | ---------------------- | --------------------------------- |
| «Ready, Set, Don't Go» (Билли Рэй Сайрус совместно с Майли Сайрус)                             | 2007 | 37               | —                | —                | —                | 47               | —                | —                | —                | —                | —                |                        | Home At Last                      |
| «Just Stand Up!» (среди Artists Stand Up to Cancer)                                            | 2008 | 11               | 39               | 73               | —                | 10               | —                | 11               | —                | 19               | 26               |                        | без альбома                       |
| «Everybody Hurts» (среди Helping Haiti)                                                        | 2010 | —                | 28               | 23               | —                | 59               | 16               | 1                | —                | 17               | 1                |                        | без альбома                       |
| «We Are the World 25 for Haiti» (среди Artists for Haiti)                                      | 2010 | 2                | 18               | —                | 6                | 7                | —                | 9                | 1                | 8                | 50               |                        | без альбома                       |
| «Nothing Еo Lose» (Брет Майклс при участии Майли Сайрус)                                       | 2010 | —                | —                | —                | —                | —                | —                | —                | —                | —                | —                |                        | Custom Built                      |
| «Decisions» (Borgore при участии Майли Сайрус)                                                 | 2012 | —                | —                | —                | —                | —                | —                | —                | —                | —                | —                |                        | #NEWGOREORDER                     |
| «Morning Sun» (Rock Mafia при участии Diplo и Майли Сайрус)                                    | 2012 | —                | —                | —                | —                | —                | —                | —                | —                | —                | —                |                        | Mixtape Vol. 1                    |
| «Ashtrays and Heartbreaks» (Snoop Lion при участии Майли Сайрус)                               | 2013 | —                | —                | —                | 70               | —                | —                | —                | —                | —                | —                |                        | Reincarnated                      |
| «Fall Down» (will.i.am при участии Майли Сайрус)                                               | 2013 | 58               | 14               | 45               | —                | 15               | 48               | 17               | —                | 15               | 34               | - : Платина - : Золото | #willpower                        |
| «23» (Mike Will Made It при участии Уиз Халифа, Juicy J и Майли Сайрус)                        | 2013 | 11               | 39               | —                | —                | 26               | —                | —                | —                | 26               | 90               |                        | Est. in 1989, Pt. 3               |
| «Feelin' Myself» (will.i.am при участии Уиз Халифа, French Montana, DJ Mustard и Майли Сайрус) | 2013 | 96               | 34               | —                | 12               | —                | 55               | —                | —                | 16               | 2                | - : Золото             | #willpower                        |
| «Real And True» (Future при участии Mr. Hudson и Майли Сайрус)                                 | 2013 | —                | —                | —                | 70               | —                | —                | —                | —                | —                | 92               |                        | без альбома                       |
| «Come Get It Bae» (Фаррелл Уи́льямс при участии Майли Сайрус)                                   | 2014 | 23               | 61               | —                | —                | 25               | —                | —                | —                | 30               | —                |                        | G I R L                           |
| «Lucy in the Sky with Diamonds» (The Flaming Lips при участии Моби и Майли Сайрус)             | 2014 | —                | —                | —                | —                | —                | —                | —                | —                | —                | —                |                        | With A Little Help From My Fwends |
| «A Day in the Life» (The Flaming Lips при участии New Fumes и Майли Сайрус)                    | 2014 | —                | —                | —                | —                | —                | —                | —                | —                | —                | —                |                        | With A Little Help From My Fwends |
| «Teardrop» (Lolawolf при участии Майли Сайрус)                                                 | 2016 | —                | —                | —                | —                | —                | —                | —                | —                | —                | —                |                        | без альбома                       |
| «We A Famly» (The Flaming Lips при участии и Майли Сайрус)                                     | 2017 | —                | —                | —                | —                | —                | —                | —                | —                | —                | —                |                        | Oczy Mlody                        |
| «Nothing Breaks Like a Heart» (Марк Ронсон при участии Майли Сайрус)                           | 2018 | 43               | 6                | 24               | —                | 19               | 16               | 2                | 19               | 11               | 2                |                        | Late Night Feelings               |
| «Wrecking Ball» (Dolly Parton при участии и Майли Сайрус)                                      | 2023 | —                | —                | —                | —                | —                | —                | —                | —                | —                | —                |                        | Rockstar                          |
| Знак «—» обозначает, что сингл не вошёл в чарт или не был издан в данной стране.               |      |                  |                  |                  |                  |                  |                  |                  |                  |                  |                  |                        |                                   |

### Промосинглы
| Название                                                                         | Год  | Позиции в чартах | Позиции в чартах | Альбом                      |
| Название                                                                         | Год  | USA              | CAN              | Альбом                      |
| -------------------------------------------------------------------------------- | ---- | ---------------- | ---------------- | --------------------------- |
| «Send It On» (среди Disney's Friends for Change)                                 | 2009 | 20               | —                | Disney's Friends For Change |
| «We Belong To The Music» (Тимбалэнд при участии Майли Сайрус)                    | 2009 | —                | 63               | Shock Value II              |
| «Forgiveness And Love»                                                           | 2010 | —                | —                | Can’t Be Tamed              |
| «Every Rose Has Its Thorn»                                                       | 2011 | —                | —                | Can’t Be Tamed              |
| «Hands Of Love»                                                                  | 2015 | —                | 58               | Всё, что у меня есть (OST)  |
| «Inspired»                                                                       | 2017 | —                | —                | Younger Now                 |
| «Week Without You»                                                               | 2017 | —                | —                | Younger Now                 |
| «(Happy Xmas) War Is Over!» (совместно с Марком Ронсоном и Шоном Ленноном)       | 2018 | —                | —                | без альбома                 |
| «Don't Call Me Angel» (совм. с Арианой Гранде и Ланой Дель Рей)                  | 2019 | 13               | 7                | Ангелы Чарли (OST)          |
| «Heart of Glass» (Live from the iHeart Music Festival)                           | 2020 | —                | 86               | Plastic Hearts              |
| «Zombie» (Live from the NIVA Save Our Stages Festival)                           | 2020 | —                | —                | Plastic Hearts              |
| Знак «—» обозначает, что сингл не вошёл в чарт или не был издан в данной стране. |      |                  |                  |                             |

## Другие песни, вошедшие в чарты
| Название                                                                           | Год  | Позиции в чартах | Позиции в чартах | Позиции в чартах | Позиции в чартах | Позиции в чартах | Альбом                |
| Название                                                                           | Год  | USA              | AUS              | CAN              | IRL              | UK               | Альбом                |
| ---------------------------------------------------------------------------------- | ---- | ---------------- | ---------------- | ---------------- | ---------------- | ---------------- | --------------------- |
| «G.N.O. (Girls' Night Out)»                                                        | 2007 | 91               | —                | —                | —                | —                | Meet Miley Cyrus      |
| «I Miss You»                                                                       | 2007 | —                | —                | —                | —                | —                | Meet Miley Cyrus      |
| «Breakout»                                                                         | 2008 | 56               | 94               | 45               | —                | —                | Breakout              |
| «Girls Just Want to Have Fun»                                                      | 2008 | —                | —                | 92               | —                | —                | Breakout              |
| «Goodbye»                                                                          | 2008 | —                | —                | —                | —                | —                | Breakout              |
| «Butterfly Fly Away»                                                               | 2009 | 56               | 56               | 50               | 46               | 78               | Ханна Монтана: Кино   |
| «The Time of Our Lives»                                                            | 2009 | —                | —                | 51               | —                | —                | The Time of Our Lives |
| «I Hope You Find It»                                                               | 2010 | —                | —                | —                | —                | —                | Последняя песня       |
| «Liberty Walk»                                                                     | 2010 | —                | —                | 79               | —                | —                | Can’t Be Tamed        |
| «Stay»                                                                             | 2010 | 75               | —                | 61               | —                | —                | Can’t Be Tamed        |
| «SMS (Bangerz)» (featuring Бритни Спирс)                                           | 2013 | —                | —                | —                | —                | 157              | Bangerz               |
| «My Darlin'» (featuring Future)                                                    | 2013 | —                | —                | 80               | —                | —                | Bangerz               |
| «Drive»                                                                            | 2013 | 83               | —                | —                | —                | —                | Bangerz               |
| «FU» (featuring French Montana)                                                    | 2013 | —                | —                | —                | —                | —                | Bangerz               |
| «Do My Thang»                                                                      | 2013 | —                | —                | —                | —                | —                | Bangerz               |
| «Maybe You're Right»                                                               | 2013 | —                | —                | 85               | —                | 141              | Bangerz               |
| «Someone Else»                                                                     | 2013 | 93               | —                | 97               | —                | 172              | Bangerz               |
| «Hands In The Air» (featuring Ludacris)                                            | 2013 | —                | —                | 99               | —                | 169              | Bangerz               |
| «Thinkin'»                                                                         | 2017 | —                | —                | —                | —                | —                | Younger Now           |
| «Miss You So Much»                                                                 | 2017 | —                | —                | —                | —                | —                | Younger Now           |
| «Unholy»                                                                           | 2019 | —                | —                | —                | 78               | —                | She Is Coming         |
| «D.R.E.A.M.» (при участии Ghostface Killah)                                        | 2019 | —                | —                | —                | 77               | —                | She Is Coming         |
| «Plastic Hearts»                                                                   | 2020 | —                | —                | 85               | 48               | 96               | Plastic Hearts        |
| Знак «—» обозначает, что песня не вошла в чарт или не была издана в данной стране. |      |                  |                  |                  |                  |                  |                       |